# Dizsér
Dizsér (Dijir), település Romániában, a Partiumban, Bihar megyében.

## Fekvése
Margittától keletre, a Csorgó-patak mellett, Lüki keleti szomszédjában fekvő település.

## Története
Dizsér nevét 1410-ben említette először oklevél Dizer néven. 1422: p. volahalis
1422-ben a Csáky-levéltár oklevelében "Dyser poss. wolachalis" körülírással van említve.
A falu birtokosai elejétől fogva a Csákyak voltak, az 1900-as évek elején pedig Bobovszky Lajos volt a nagyobb birtokosa.
1910-ben 546 lakosából 132 magyar, 408 román volt. Ebből 74 római katolikus, 394 görögkatolikus, 51 református volt.
A trianoni békeszerződés előtt Bihar vármegye Margittai járásához tartozott.

## Nevezetességek
- Görögkatolikus temploma - 1854-ben épült.